# Burghard Schlicht

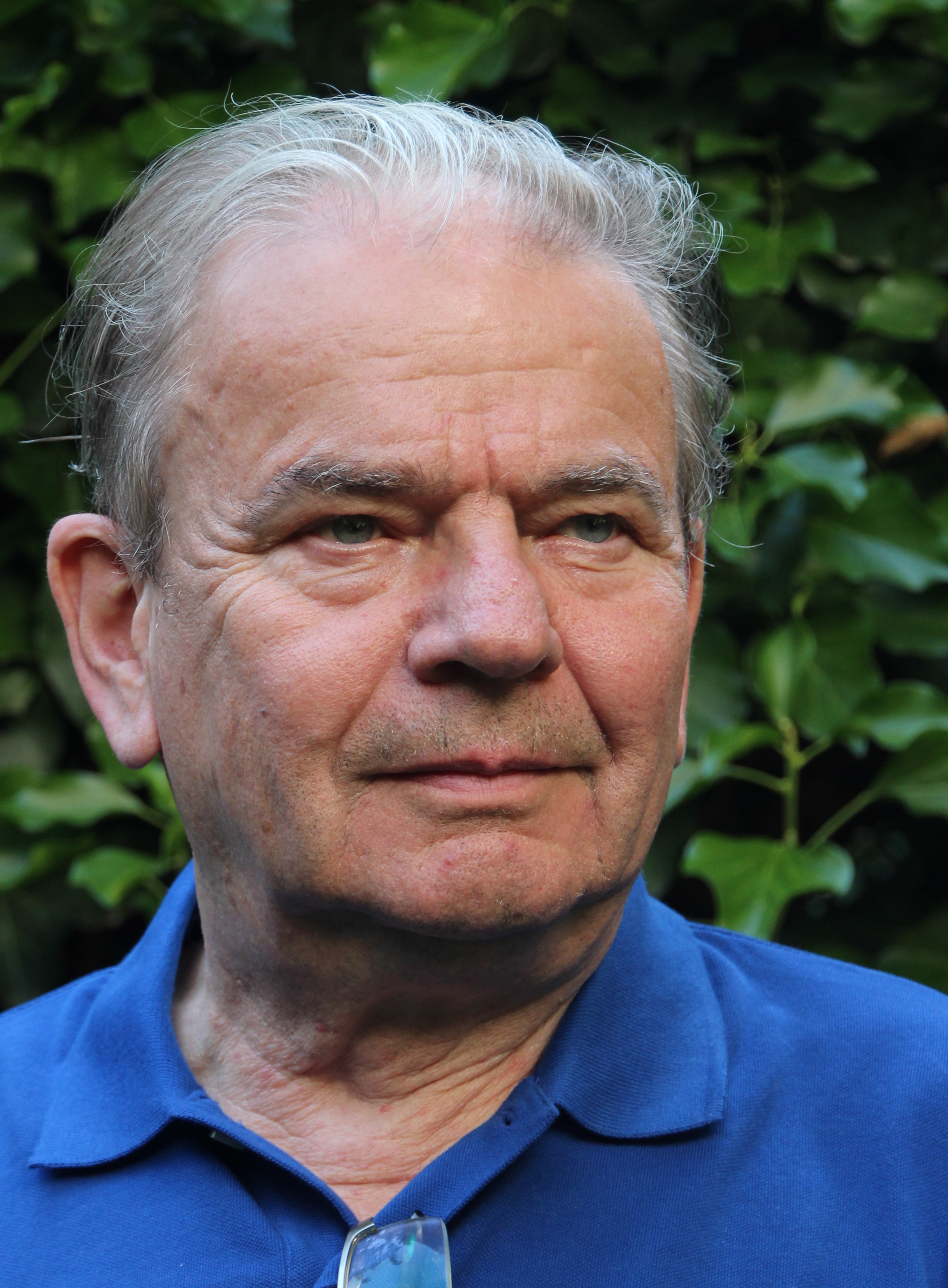
Burghard Schlicht (2020)

Burghard Schlicht (* 24. Juli 1946 in Detmold) ist ein deutscher Filmemacher, Journalist und Autor.

## Herkunft und Ausbildung
Burghard Schlichts Eltern waren der Volkswirt Herbert Schlicht und die Volkswirtin Trude Schlicht, geb. Nebelsiek. Zeitweise wuchs er in Detmold bei seinen Großeltern auf, dem Archäologen Leo Nebelsiek und dessen Frau Martha.
Die Grundschule besuchte er in Detmold und in Frankfurt. Dort besuchte er auch das altsprachliche Lessing-Gymnasium, in dem der spätere Schriftsteller Jörg Fauser sein Klassenkamerad war. Fauser war es auch, der Schlicht 1978 zum Journalismus brachte und mit ihm später bei der Zeitschrift TransAtlantik redaktionell zusammenarbeitete. Nach Lehr- und Wanderjahren als Gärtner, Zeitungsverkäufer und TV-Producer begann Schlicht 1971 ein Soziologiestudium in Frankfurt, das er 1976 mit einer Arbeit über die Figur des „losers“ im unabhängigen Kino der USA abschloss.

## Arbeit beim Film
1970 wurde Schlicht für den Film „entdeckt“ und spielte eine Hauptrolle in Michael Fenglers Film Weg vom Fenster. Fengler, der mit Rainer Werner Fassbinder zusammenarbeitete, brachte Schlicht zum antiteater, wo er einige Monate lebte und bei Filmproduktionen, unter anderem bei Warnung vor einer heiligen Nutte und Pioniere in Ingolstadt, mitarbeitete. Im November 1970 verließ Schlicht das antiteater, lebte ein halbes Jahr in Marrakesch, und arbeitete ab Herbst 1971 wieder verstärkt bei Filmproduktionen mit, unter anderem bei Wim Wenders’ Die Angst des Tormanns beim Elfmeter nach dem Roman von Peter Handke. 1973/74 schrieb Schlicht das Drehbuch zu Eierdiebe, das Michael Fengler mit Marquard Bohm und Charly Wierczejewski in den Hauptrollen verfilmte. Weitere Mitarbeit bei Filmen von Hark Bohm, Veith von Fürstenberg und Hans Noever. 1989 schrieb Schlicht das Drehbuch, produzierte, führte Regie und spielte die Hauptrolle in dem Spielfilm Der Schönste (ZDF), einer satirischen Komödie, die im Frankfurter Bahnhofsviertel spielt (Kamera Jörg Jeshel, Musik Rio Reiser).
Im Jahr 2022 übernahm er die Programmleitung des Kommunalen Kinos Eschborn K, das 2024 den Hessischen Kinopreis erhielt.

## Journalistische Tätigkeit
Ab etwa 1980 betätigte sich Schlicht vermehrt journalistisch – zunächst für Printmedien (TransAtlantik, Der Spiegel, Stern, Pflasterstrand), später für Kulturberichterstattung im Fernsehen. Artikel über den Film in der von Hans Magnus Enzensberger herausgegebenen Zeitschrift Transatlantik wie Armer deutscher Film oder Die Traumgroßhändler, die Schlicht unter dem Pseudonym Olga Grüber schrieb, erregten Aufsehen. Im Pflasterstrand erreichte seine Filmkolumne Überflieger einige Bekanntheit.
Ab 1986 arbeitete Schlicht verstärkt für Kulturmagazine im Fernsehen, unter anderem für Bücher, Bücher, eine von Wilfried F. Schoeller ins Leben gerufene Literatursendung, aber auch für Sendungen wie Kulturzeit oder ttt – titel, thesen, temperamente.

## Philosophiefilme und Künstlerporträts
In den neunziger Jahren entstanden zahlreiche bis zu 50 Minuten lange Filme für die Reihe Philosophie heute von NDR und WDR über Jean Baudrillard (Vom Verschwinden der Realität), über Metaphysik (Eine Reise zu den Dingen hinter den Dingen), über Michel de Montaigne, den Erfinder des Essays, (Eine Reise zwischen den Zeiten) oder die Philosophie Hans Blumenbergs (Zwischen Himmel und Höhle) und andere. Ko-Autoren dabei waren zum Teil der Philosoph Franz Josef Wetz und der Journalist Mathias Greffrath. Es folgten Künstlerporträts, so zum Beispiel über die Filmregisseurin Margarethe von Trotta, die Fotografin Barbara Klemm sowie die Schriftsteller Wilhelm Genazino und Ingo Schulze.

## Roman
Ab 2012 arbeitete Schlicht an dem Roman Im Augenblick der Freiheit, der im Juli 2020 im Verlag Olga Grueber erschien. Er erzählt die Geschichte einer jungen Amerikanerin, die im Jahr 2001 nach Deutschland kommt und versucht, die Spur ihrer Mutter aufzunehmen, die dreißig Jahre zuvor auf der Filmszene gelebt hat und sämtliche Größen der damaligen Filmwelt wie den "Großen Kantlehner" oder die Sängerin Anna Lund kannte. Dabei gerät die junge Frau in einen Strudel irrwitziger Szenen und begegnet abenteuerlichen Gestalten: Das Panorama einer Epoche entfaltet sich – Zeiten und Kontinente übergreifend.

## Familie
Burghard Schlicht ist verheiratet, hat zwei Kinder und lebt im Frankfurter Westend.

## Werke

### Filme (Auswahl)
- 1970 Weg vom Fenster; Hauptrolle des Karate; Regie: Michael Fengler
- 1970 Der amerikanische Soldat; Ausstattung; Regie: Rainer Werner Fassbinder
- 1970 Warnung vor einer heiligen Nutte; Nebenrolle und Ausstattung; Regie: Rainer Werner Fassbinder
- 1970 Pioniere in Ingolstadt; Nebenrolle und Ausstattung; Regie: Rainer Werner Fassbinder
- 1971 Die Angst des Tormanns beim Elfmeter; Ausstattung; Regie: Wim Wenders
- 1972 Mourir Tranquille (Zahltag); durchgehende Nebenrolle; Regie: Hans Noever
- 1973 Wir wollen eine Arche bauen; Ausstattung; Regie: Hark Bohm
- 1974 Schattenboxer (auch: Eierdiebe); Drehbuch; 1976 realisiert unter der Regie von Michael Fengler
- 1975 Ein bißchen Liebe; Hauptrolle des Nick; Regie: Veith von Fürstenberg
- 1981 Oasis; Kurzspielfilm, Buch und Regie; Uraufführung: Internationale Kurzfilmtage Oberhausen, mit Eddie Constantine; Prädikat: wertvoll
- 1989 Der Schönste; Spielfilm 90 Minuten, Buch, Regie, Hauptrolle, ZDF; Uraufführung Internationale Hofer Filmtage 1989
- 1991 Jean Baudrillard – Vom Verschwinden der Realität; Philosophiefeature; 45 Minuten, NDR, Buch und Regie
- 1992 Eine Reise zu den Dingen hinter den Dingen, Philosophiefeature zum Thema Metaphysik; 45 Minuten, NDR, Buch und Regie
- 1993 Montaigne; Porträt des französischen Philosophen; 45 Minuten, WDR, Co-Autor zusammen mit Mathias Greffrath, Regie
- 1994 Zwischen Himmel und Höhle – Zur Philosophie von Hans Blumenberg, Feature; 45 Minuten, WDR, Co-Autor und Regie
- 1995 Frierende Stacheltiere – Gedanken zum Kommunitarismus; Philosophie-Feature; 45 Minuten, WDR, Co-Autor und Regie
- 1997 Säulen der Würde – Im Angesicht der Menschenrechte, Philosophie-Feature; 30 Minuten, WDR, Co-Autor und Regie
- 1999 Auf der Suche nach Unsterblichkeit, Über Gen- und Biotechnologie; Wissenschaftsfeature; 50 Minuten, HR/ARTE, Buch und Regie
- 2000 Der schnellste Mann der Welt – Peter Weibel; Porträt des ZKM-Leiters Peter Weibel; 30 Minuten, HR, Buch und Regie
- 2003 Die Schelme von Bergen – Über die Stadtschreiber von Bergen-Enkheim; 30 Minuten, HR, Buch und Regie
- 2004 Diese komische Melancholie des Wilhelm Genazino – Schriftstellerporträt; 30 Minuten, HR, Buch und Regie
- 2005 Ein himmlischer Hesse – Zum 60. Geburtstag des Kabarettisten Matthias Beltz; 30 Minuten, HR, Buch und Regie
- 2005 Mit Herz und Verstand – Porträt Margarethe von Trotta; 45 Minuten, HR/ARTE, Buch und Regie
- 2006 Im Club der Wiener Unterwelt – Auf den Spuren des Dritten Manns; 30 Minuten, HR/ARTE, Buch und Regie
- 2007 Reisewege zur Kunst/China: Guangdong – südländisch, weltoffen, futuristisch; HR, Buch und Regie
- 2008 Schwarzweiß ist Farbe genug. Die Fotografin Barbara Klemm; 45 Minuten, HR/ARTE, Buch und Regie
- 2009 Unterwegs zwischen Ost und West. Der Schriftsteller Ingo Schulze; 45 Minuten, HR/ARTE, Buch und Regie

### Hörspiele
- 1989 Nach Einbruch der Dunkelheit, zweiteiliges Hörspiel; 150 Minuten, SR, Regie: Hans Gerd Krogmann
- 1990 Der Marmorblock; 65 Minuten, SR/HR, Regie: Christiane Ohaus

### Roman
- Im Augenblick der Freiheit, Verlag Olga Grueber, Frankfurt am Main, 2020. ISBN 978-3-00-065307-0. 528 Seiten

## Artikel über Burghard Schlicht und seine Filme
- Michael Thumser: Anders als der Rest der Welt. In: Frankenpost, 28./29. Oktober 1989
- Bernd Jentschin, Kay Hoffmann: Hof im Wechselbad der Filme. In: filmecho/filmwoche, 3. November 1989, S. 3ff
- Der Traum vom schnellen Glück. In: Die Welt, 14. November 1989, S. 24
- Von Frankfurt nach Bangkok. In: FR, 14. November 1989, S. 25
- Arnd Wesemann: 60 Hektar Deutschland. In: taz, 16. November 1989
- Der Schönste. In: Hamburger Abendblatt, 16. November 1989, S. 16
- Wunderbar bunt. In: Rheinische Post, 16. November 1989
- Der Schönste. In: Frankfurter Neue Presse, 26. März 1990
- Frankfurt von unten. In: FAZ, 1. April 1990
- Raimund Gerz: Der Schönste. In: epd-Film, 5/1990
- Jürgen Richter: Burghard Schlicht. Randfigur des deutschen Films. In: FAZ, 20. September 1991
- Der Marmorblock. In: FR, 11. November 1991
- Mathias Bröckers: Die Dinge laufen ins Leere. In: taz, 12. November 1991
- Andreas Rossmann: Sonntagsausflug zu Montaigne. In: FAZ, 16. Oktober 1993
- Henning Ritter: Höhlengeflüster. In: FAZ, 14. März 1995
- Fritz Göttler: Flüchtige Nachbarin. In: SZ, 25. Februar 2006
- Boris Tomiç: Schwarzweiß ist Farbe genug. In: journal frankfurt, Mai 2009, S. 8f
- Eva-Maria Magel: Es ist das Leben. In: FAZ, 15. Mai 2009, S. 48
- Rainer Kasselt: Der widerständige Magier. In: Sächsische Zeitung, 24./25. April 2010, S. 9
- Welt und Wende. In: Der Tagesspiegel, 2. Mai 2010